# 三大神社 (有田川町)
三大神社（さんだいじんじゃ）は、和歌山県有田郡有田川町にある神社である。

## 祭神
主祭神は御食津大神、大年神、三筒男神。